# Napomyza improvisa
Napomyza improvisa este o specie de muște din genul Napomyza, familia Agromyzidae, descrisă de Spencer în anul 1976. Conform Catalogue of Life specia Napomyza improvisa nu are subspecii cunoscute.